# Jens Schanze
Jens Schanze (* 1971 in Bonn) ist ein deutscher Dokumentarfilmer und Filmproduzent.

## Leben und Werk
Nach dem Zivildienst und Beginn eines forstwissenschaftlichen Studiums an der Universität München arbeitete Schanze für eine Fernsehproduktionsgesellschaft. In Bolivien drehte er 1994 für die Umweltstiftung „Conservation International“ seinen ersten Film, das  Porträt einer Gruppe von Tacana-Indigenas an der Schwelle zwischen Tradition und Moderne. Von 1995 bis 2005 studierte er an der Hochschule für Fernsehen und Film in München in der Fachrichtung Dokumentarfilm und Fernsehpublizistik. Als erster längerer Film entstand dort 1999 der Film Das kleine Kaufhaus über ein Damenoberbekleidungsgeschäft in München.
Sein erster langer mit Kameramann Börres Weiffenbach gedrehter Dokumentarfilm Otzenrather Sprung  über die Umsiedelung mehrerer Dörfer wegen des Braunkohletagebaus Garzweiler II im Rheinischen Braunkohlerevier brachte ihm 2002 den Adolf-Grimme-Preis und den Bayerischen Fernsehpreis ein.
Sechs Jahre später besuchte er dieselben Menschen wieder, deren Umsiedlung inzwischen abgeschlossen war. Daraus entstand der Film Otzenrath 3° kälter.
2002 gründete Jens Schanze zusammen mit Judith Malek-Mahdavi in München die Produktionsfirma Mascha Film, in der seither alle seine Filme produziert wurden. Die erste Mascha Film Produktion war der  Film Brot und Töne über ein Sinfonieorchester, in dem 60 arbeitslose Musiker spielen. Der Film erhielt den Starter Filmpreis 2004 der Stadt München.
In Winterkinder – Die schweigende Generation, wieder mit Weiffenbach an der Kamera, erforschte Schanze die Verflechtungen seines Großvaters mit den Nationalsozialisten und den Umgang von Familienangehörigen mit der nationalsozialistischen Vergangenheit ihrer Verwandten und Ahnen anhand von Interviews mit seiner eigenen Familie. Der Filmdienst sah in dem Film „ein ungeschöntes und bewegendes Plädoyer der Enkelgeneration für den in vielen deutschen Familien immer noch nötigen Mut, Fragen nach der Vergangenheit zu stellen.“
Sein Dokumentarfilm Plug & Pray über Möglichkeiten und Konsequenzen der Computertechnologie und der künstlichen Intelligenz, in dem der Computerpionier Joseph Weizenbaum die zentrale Figur ist, wurde unter anderem mit dem Bayerischen Filmpreis 2010 ausgezeichnet. Das amerikanische Branchenblatt Variety nannte den Film „ein großartiges Konversationsstück und eine erfrischend offene und unvoreingenommene Studie über Wissenschaftler und ihre Arbeit.“
In seinem Film La buena vida – Das gute Leben erzählt er die Geschichte einer Wayuu-Gemeinschaft in Kolumbien, die dem Kohletagebau El Cerrejón weichen muss, eine der größten Kohleminen weltweit.  Der Film erhielt zahlreiche Festivalpreise und wurde im Januar 2016 ebenfalls mit dem Bayerischen Filmpreis als bester Dokumentarfilm ausgezeichnet.
Jens Schanze ist Mitglied der Deutschen Filmakademie und der Europäischen Filmakademie  und seit Oktober 2014 Professor für Film- und Videodesign an der Technischen Hochschule Deggendorf.

## Filmografie
- 1994 San José – Der Mond ist unser Licht, Dokumentarfilm, 44 Minuten
- 1996 A-moll, Essayfilm, 7 Minuten
- 1998 Antonio, Reportage, 7 Minuten
- 1999 Das kleine Kaufhaus, Dokumentarfilm, 44 Minuten
- 1999 Gespräch mit dem Kameramann Thomas Plenert, 38 Minuten
- 2001 Otzenrather Sprung, Dokumentarfilm, 63 Minuten
- 2003 Brot und Töne, Dokumentarfilm, 52 Minuten
- 2005 Winterkinder – Die schweigende Generation, Dokumentarfilm, 99 Minuten
- 2007 Otzenrath 3° kälter, Dokumentarfilm, 81 Minuten
- 2010 Plug & Pray, Dokumentarfilm, 91 Minuten
- 2013 Zur rechten Zeit am rechten Ort, Dokumentarfilm, 44 Minuten
- 2015 La buena vida – Das gute Leben, Dokumentarfilm, 97 Minuten
- 2020 Stolz auf dich, Dokumentarfilm, 30 Minuten

## Auszeichnungen (Auswahl)
- 2002 Adolf-Grimme-Preis für Otzenrather Sprung
- 2002 Bayerischer Fernsehpreis für Otzenrather Sprung
- 2002 Internationales Dokumentarfilmfestival München: Förderpreis Dokumentarfilm für Otzenrather Sprung
- 2002 Internationales Studentenfilmfestival Sehsüchte Potsdam: Bester Dokumentarfilm Otzenrather Sprung
- 2002 Internationales Filmfestival der Menschenrechte Nürnberg: Jury Award für Otzenrather Sprung
- 2004 Starter Filmpreis der Stadt München für Brot und Töne
- 2005 Entrevues Festival du Film Belfort: Grand Prix du Jury für Winterkinder
- 2005 Festival de Films de Montreal: Special Jury Mention für Winterkinder
- 2006 One World International Film Festival of Human Rights, Prag: Bester Regisseur (Winterkinder)
- 2009 Phoenix-Dokumentarfilmpreis der Filmstiftung NRW für Otzenrath 3° kälter
- 2010 Bayerischer Filmpreis (bester Dokumentarfilm) für Plug & Pray
- 2010 International Science Film Festival Paris: Grand Prix du Jury für Plug & Pray
- 2010 Mostra de Ciencia e Cinema La Coruña: Bester Film Plug & Pray
- 2010 International Science Film Festival Athens: Science Communication Award für Plug & Pray
- 2011 AFO Olomouc: Best World Science Documentary Film Award für Plug & Pray
- 2015 Bayerischer Filmpreis für La buena vida – Das gute Leben
- 2016 Gdańsk DocFilm Festival: Gate of Freedom Award (bester Film) für La buena vida – Das gute Leben
- 2016 Dekalog-Filmpreis der Guardini Stiftung zum 7. Gebot
- 2016 Ökofilmtour Potsdam: Publikumspreis
- 2016 Golden Tree Filmfestival: Bester Film La buena vida – Das gute Leben[3]
- 2017 Robert-Geisendörfer-Preis[4]
- 2022 Rhodope International Documentary Film Festival (Bulgarien): Bester Kurzfilm Stolz auf dich